# Brotasus megalobunus
Genre
Espèce
Brotasus megalobunus, unique représentant du genre Brotasus, est une espèce d'opilions laniatores de la famille des Escadabiidae.

## Distribution
Cette espèce est endémique de l'État de São Paulo au Brésil. Elle se rencontre vers Brotas.

## Description
Le syntype mesure 2,2 mm.

## Publication originale
- Roewer, 1928 : « Weitere Weberknechte II. (2. Ergänzung der Weberknechte der Erde, 1923). » Abhandlungen der Naturwissenschaftlichen Verein zu Bremen, vol. 26, p. 527–632.